# Bulbucani
Bulbucani – wieś w Rumunii, w okręgu Jassy, w gminie Gropnița. W 2011 roku liczyła 645 mieszkańców.